# Glabellula meridionalis
Glabellula meridionalis är en tvåvingeart som beskrevs av Francois 1955. Glabellula meridionalis ingår i släktet Glabellula och familjen svävflugor.
Artens utbredningsområde är Grekland. Inga underarter finns listade i Catalogue of Life.